# Riccardo Pellegrini
Riccardo Pellegrini (1863-1934) fue un pintor italiano.

## Biografía

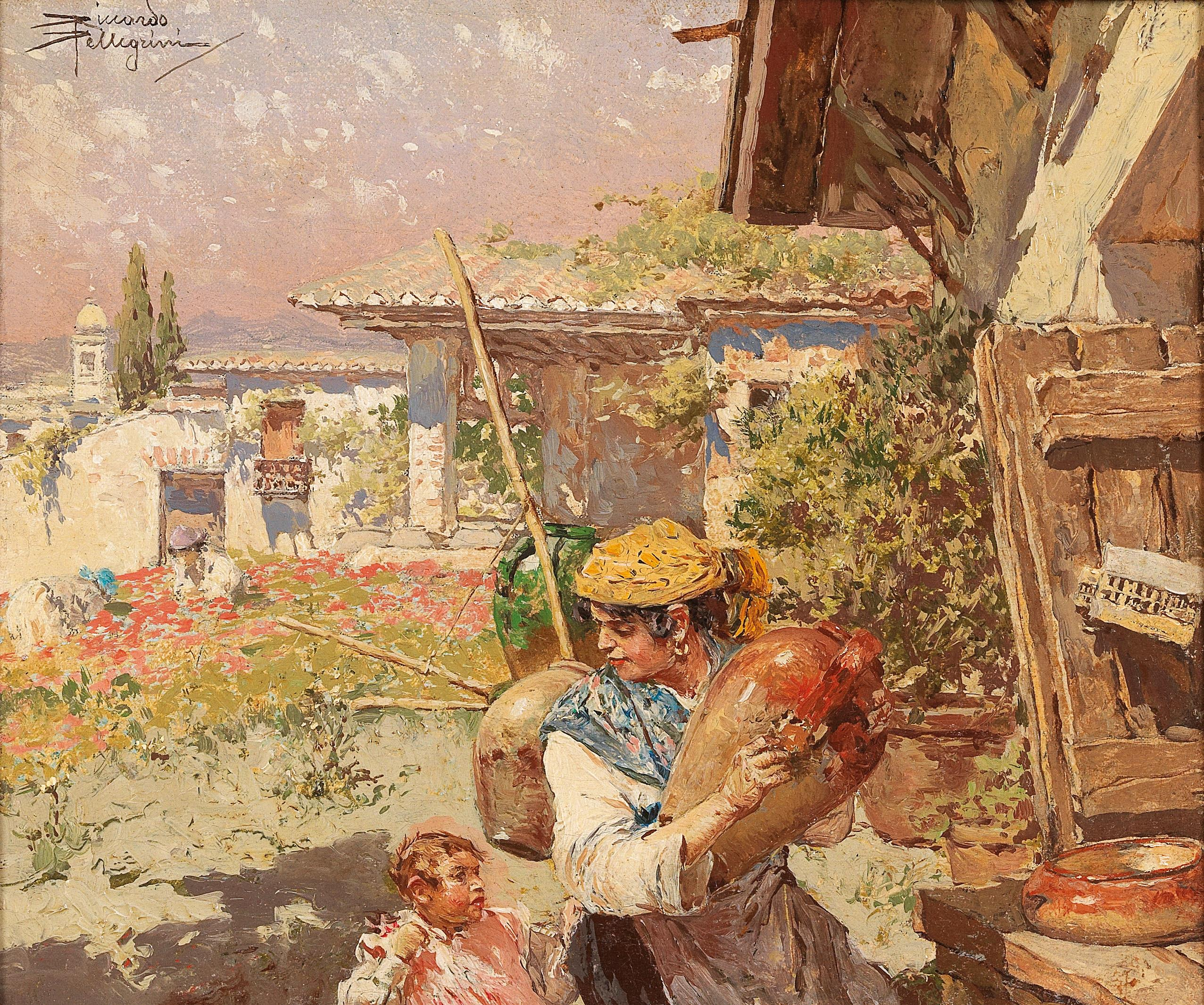
Patio español

Nació en 1863. Pintor lombardo, era natural de Milán. Realizó un gran número de cuadros representando paisajes y escenas de varios lugares de España y Francia. Entre los títulos de sus obras se encuentran Nel mercato Xeres, Sur la promenade des Anglais, Appunti di Spagna, Rimembranza di Siviglia, Ricordo del mio paese, El picador, El primier Espada, Veduta di Siviglia, Tipi spagnuoli y Un torero. Falleció en 1934 en Crescenzago.